# ادموندو آماتی
ادموندو آماتی (ایتالیایی: Edmondo Amati؛ ‏ ۱۹۲۰ – ۲۰۰۲) تهیه‌کننده فیلم اهل ایتالیا بود.
از فیلم‌ها یا مجموعه‌های تلویزیونی که وی در آن‌ها نقش داشته‌است، می‌توان به نوبت توست که بمیری، مشاور، سایه‌های ناآشنا در اتاقی خالی، تن‌کامه، قلمرو: پیش‌درآمدی بر جن‌گیر، یو-۵۷۱، هولوکاست ۲۰۰۰، مارمولکی در پوست زن، همسر باکره، چیچو و فرانکو در سال اختلاف نظر، افکار شیطانی و دجال اشاره نمود.